# Textil teknik
Textil teknik är ett samlingsnamn för metoder som används vid framställning av textilier, från hushållens stickning, virkning och vävning till textilkonstnärernas gobelänger, mattor, broderier med mera. Se även Hedvig Ulfsparre, känd samlare av svenska textilier.